# 岐阜県図書館

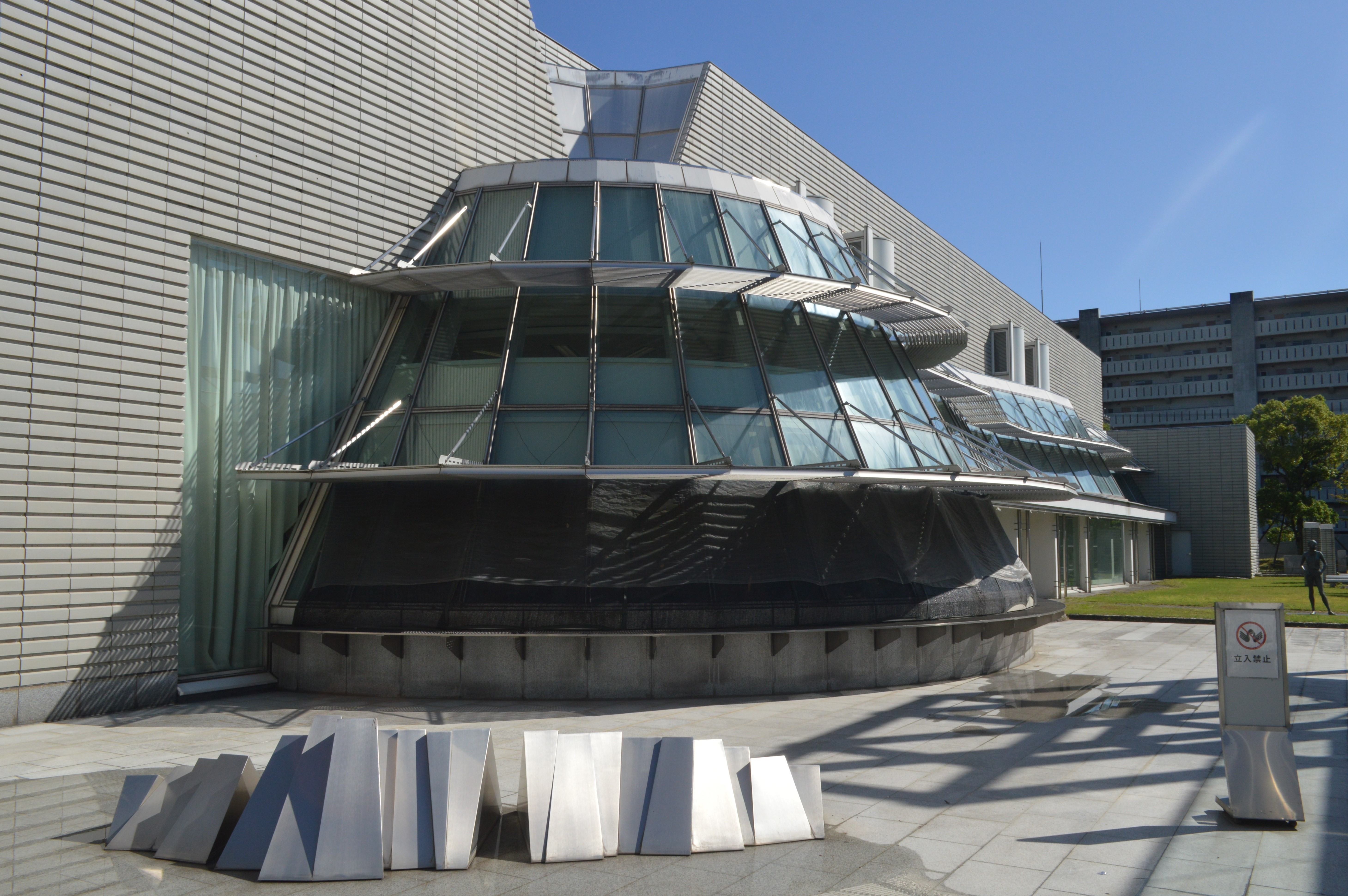
屋外

岐阜県図書館（ぎふけんとしょかん、英称：Gifu Prefectural Library）は、岐阜県岐阜市宇佐4丁目2-1にある県立の図書館である。かつては岐阜公園内にあった。
岐阜県図書館にある本を岐阜県内の市町村立図書館（公民館図書室等も含む）を通じて借りることが可能である。また、岐阜県図書館で直接借りた本を遠隔地の市町村図書館で返却することも可能である。地図や分布図を収蔵している世界分布図センターが併設されている。

## 沿革
前身は1904年（明治37年）に開館した岐阜県教育会附属図書館である。これは岐阜県教育会が運営し、教育者（市郡教育会及び会員）への貸出を行っていた図書館である。
- 1934年（昭和9年）4月1日 - 岐阜市美江寺にて岐阜県教育会図書館として開館。
- 1945年（昭和20年） - 太平洋戦争の岐阜空襲で被災[2]。
- 1957年（昭和32年）1月28日 - 岐阜公園に移転して開館。
- 1995年（平成7年）
  - 1月5日 - 新館開館準備のため休館。4月1日には改称。
  - 7月7日 - 岐阜県図書館が開館。
- 2005年（平成17年）9月9日 - 貸出冊数1,000万冊を達成。
- 2008年（平成20年）3月1日 - 入館者1,000万人を達成。
- 2010年（平成22年）4月1日 - 「岐阜県図書館改革アクションプラン」策定。

## 施設概要

### 1階
- 第1開架閲覧室 - 約18万冊の一般図書がある。
- 屋外読書園 - 屋外のテラスで読書が出来る。
- 児童コーナー - 絵本、児童書、紙芝居などがある。
- 児童図書研究室 - 児童文学研究書、外国絵本などがあり、児童書や絵本の研究が出来る。
- ブラウジングコーナー - 雑誌や新聞など軽読書のコーナー。
- AVコーナー - CD、LD、DVDなど約2万5千点の視聴覚資料が鑑賞出来る（貸出不可）。
- 多目的ホール - 講演会、映画会、音楽会を開催している。
- インターネットコーナー
- 資料検索コーナー
- データベースコーナー
- 楽書交流サロン
- 授乳室

### 2階
- 第2開架閲覧室 - 岐阜県に関する図書や雑誌、外国語図書、全国の新聞がある。
- 世界分布図センター - 分布図、地図、衛星写真など約13万点がある。
  - 明治維新から太平洋戦争終結までの日本陸軍参謀本部陸地測量部作成の外邦図を公開している。
  - 国土地理院発行の地形図、世界の官製地図等。
  - 旧ソ連製地図 - 中国、旧ソ連、インドなどのアジア地域を中心とした地図もある。
- 研修室 - 読書、文化関係の研修会などに限り使用することが出来る。
- 情報工房

## 特別文庫
啓明文庫（けいめいぶんこ）昭和48年10月開設 - 1,802点
1973年（昭和48年）に閑淡文庫として設置され1991年（平成3年）3月に現在の名称に改称。ドイツ文学史研究家伊東勉から寄贈を受けた、ゲーテ、シラー、ハイネなどのドイツ古典文学作品とその研究資料および明治期の日本における比較文学研究資料を中心に収蔵。
豊田穣文庫（とよだじょうぶんこ）平成7年7月設置 - 4,732冊
岐阜県出身の直木賞受賞作家豊田穣の戦記文学・戦記物コレクションの寄贈をもとにし、豊田穣の全著作と執筆の際参考にした戦史・戦記、政治家・軍人の伝記資料などを収蔵。
櫻林文庫（さくらばやしぶんこ）平成8年3月設置 - 1,473冊
音楽療法の先駆的役割を果たした東京藝術大学名誉教授で岐阜県音楽療法研究所名誉所長櫻林仁の研究書、関連図書を収録。
看雲文庫（かんうんぶんこ）平成10年11月設置 - 1,521冊
美濃国加納（岐阜市）出身で江戸後期の美濃における漢詩の第一人者である宮田嘯台の遺稿「看雲栖詩稿」をはじめとした、著書・和漢書を収蔵。
山下和正コレクション（やましたかずまさ） - 約6,000点
元東京工業大学教授で建築家の山下和正から江戸時代の国絵図や外国で製作されたアジア・日本の古地図の寄贈を受け設置。

## サービス
- 休館日：月曜日（祝日の場合はその翌日）、毎月最終金曜日（図書整理日）、年末年始（12月29日～1月4日）、その他
- 開館時間：火～金曜日 午前10時～午後8時、土日祝日 午前10時～午後6時

※ 2003年（平成15年）には、インターネットで貸出しを申込んだ図書を提携したコンビニエンスストアの店頭で受取り・返却ができるサービスを開始した。合計420円の手数料がかかるなどの理由から利用が伸びず、2006年（平成18年）3月末で廃止された。

## 周辺施設
- 岐阜県美術館
- 岐阜市科学館
- 岐阜市八ツ草球場
- 岐阜県立岐南工業高等学校
- 西岐阜駅

## 交通アクセス

### 公共交通機関
- JR東海道本線 西岐阜駅より「ふれあいバス」で「県図書館・美術館」停留所下車、徒歩で約3分。
- JR東海道本線・高山本線 岐阜駅（JR岐阜駅バスターミナル6番のりば）、名鉄名古屋本線・各務原線 名鉄岐阜駅（名鉄岐阜のりば1番のりば）より、岐阜バス加野団地線・市橋ゆきで「県美術館」停留所下車、徒歩で約3分。
- JR東海道本線 西岐阜駅より「西ぎふ・くるくるバス」で「県図書館・美術館」停留所下車、徒歩で約3分。

### 自動車
- 地下駐車場および地上駐車場がある（岐阜県美術館と共用）。